# ザ・ブロードサイド・フォー
ザ・ブロードサイド・フォーは、黒澤明の息子黒澤久雄が結成したフォークグループ。
1964年、高校時代からバンドで活躍していた黒澤久雄が成城大学在学中に、鶴原俊彦、横田実を伴って「ザ･ブロードサイド･スリー」を結成し、1965年5月にアルバムを1枚リリースした。 同年、山口敏孝を加え、「ザ･ブロードサイド･フォー」と改名。1966年9月ビクターからリリースした『若者たち』が同名ドラマの主題歌として大ヒットをするが、同年秋に黒澤の留学により解散。

## メンバー
- 黒澤久雄　ボーカル、ギター
- 鶴原俊彦　コーラス、ギター
- 横田実　コーラス、コントラバス
- 山口敏孝　コーラス、ギター

## ディスコグラフィ

### アルバム
- フォーク・ソング・ベスト・ヒット （1965年5月、コロムビア）
「ザ・ブロードサイド・スリー」名義の作品。 日本のモダン・フォーク・グループによる初のアルバム。
- 若者たち ～ ザ・ブロードサイド・フォー・フォーク・アルバム （1966年）
  1. 若者たち
  2. 青い鳥が泣いている
  3. 星に祈りを
  4. なんて幸せなんだろう
  5. 白い砂と赤い夕陽
  6. 夜ごとの夢
  7. シェナンドー
  8. 私の行く処
  9. ウォーク・ライト・イン
  10. ローリー
  11. ディア・ハート
  12. スイング・ダウン

### シングル
- 若者たち/青い鳥が泣いている（1966年4月）
- 星に祈りを（夜空の星）/なんて幸せなんだろう（1966年9月）